# Gibraltar (Venezuela)
Gibraltar è una città del Venezuela situata nello stato di Zulia. Si trova tra Bobures a sud e Boscan a nord, sulle rive del Lago di Maracaibo. La popolazione è di circa 4.000 abitanti.

## Storia
Venne fondata con il nome di San Antonio de Gibraltar nel febbraio 1592 da Gonzalo Piña Lidueña e prese il suo nome dalla città natale di Lidueña, la spagnola Gibraltar (ora territorio britannico d'oltremare). Essa fu, durante il periodo coloniale, il più importante porto della città di Mérida e un grande centro per l'esportazione del cacao. Nel 1667 venne presa e saccheggiata dal pirata francese François l'Olonnais e due anni dopo da sir Henry Morgan. I danni furono così ingenti che quasi cessò di esistere dal 1680.